# Richard Bennett (acteur)
Pour les articles homonymes, voir Bennett et Richard Bennett.

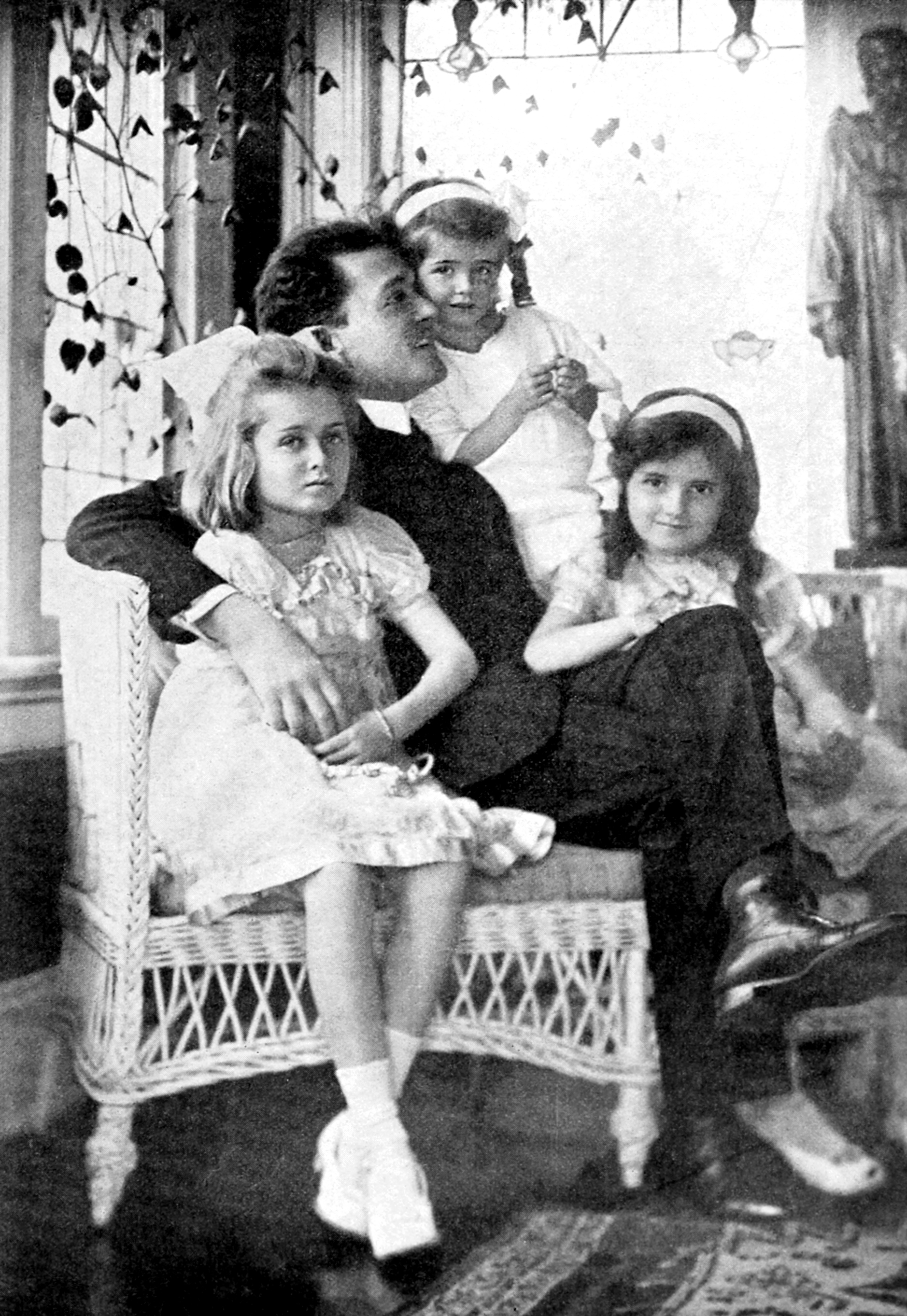
Avec ses filles, Constance, Joan et Barbara
(de g. à d., photo publiée en 1919)

Richard Bennett est un acteur américain, né Charles Clarence Bennett à Deacon's Mills (en) (Indiana) le 21 mai 1870, mort d'une crise cardiaque à Los Angeles (Californie) le 22 octobre 1944.

## Biographie
Richard Bennett débute au théâtre à Chicago en 1891 et joue à Broadway entre 1899 et 1936 (occasionnellement, il y sera producteur, dramaturge et metteur en scène).
Au cinéma, il apparaît de 1914 à 1943, son avant-dernier rôle, celui du Major Amberson dans La Splendeur des Amberson (1942) d'Orson Welles, étant l'un de ses plus connus. Il est également réalisateur d'un film en 1916 et scénariste de trois autres, toujours dans la période du cinéma muet.
Il est le père des actrices Constance Bennett (1904-1965), Barbara Bennett (1906-1958) et Joan Bennett (1910-1990).

## Filmographie complète
Comme acteur, sauf mention contraire ou complémentaire
- 1914 : Les Avariés (en) (Damaged Goods) (+ scénariste) de Tom Ricketts
- 1916 : The Sable Blessing de George L. Sargent (it)
- 1916 : Philip Holden - Waster de George L. Sargent (it)
- 1916 : And the Law says (+ réalisateur)
- 1916 : The Valley of Decision (+ scénariste) de Rae Berger (en)
- 1917 : The Gilded Youth de George L. Sargent (it)
- 1917 : National Red Cross Pageant de Christy Cabanne
- 1919 : Secret Marriage (scénariste uniquement) de Tom Ricketts
- 1919 : The End of the Road (en) d'Edward H. Griffith
- 1923 : La Ville éternelle (The Eternal City) de George Fitzmaurice
- 1924 : Youth for Sale de Christy Cabanne
- 1925 : Lying Wives d'Ivan Abramson
- 1928 : The Home Towners de Bryan Foy
- 1931 : Fille de luxe (Five and Ten) de Robert Z. Leonard
- 1931 : Arrowsmith de John Ford
- 1931 : Bought (en) d'Archie Mayo
- 1932 : This Reckless Age de Frank Tuttle
- 1932 : No Greater Love de Lewis Seiler
- 1932 : Madame Racketeer d'Harry Wagstaff Gribble et Alexander Hall
- 1932 : Strange Justice (en) de Victor Schertzinger
- 1932 : Si j'avais un million (If I had a Million) d'H. Bruce Humberstone, Ernst Lubitsch et autres
- 1933 : La Sœur blanche (The White Sister) (non crédité) de Victor Fleming
- 1933 : Big Executive (en) d'Erle C. Kenton
- 1933 : Le Cantique des cantiques (The Song of Songs) (non crédité, car remplacé en cours de production par Lionel Atwill) de Rouben Mamoulian
- 1934 : Nana de Dorothy Arzner et George Fitzmaurice
- 1935 : 18 Minutes (en) de Monty Banks
- 1942 : La Splendeur des Amberson (The Magnificent Ambersons) d'Orson Welles
- 1943 : Voyage au pays de la peur (Journey into Fear) de Norman Foster et Orson Welles

## Théâtre (piècesà Broadway)

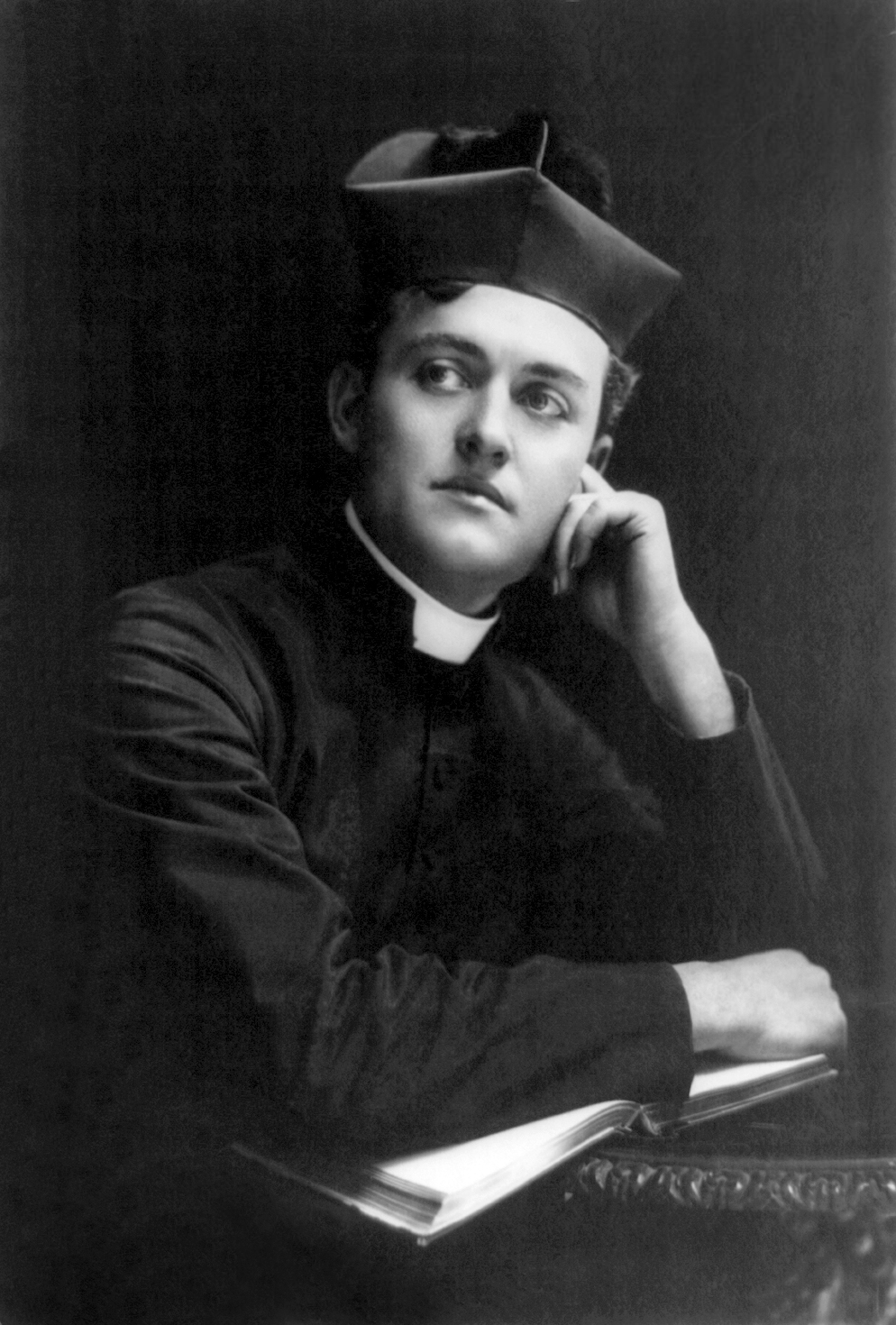
Richard Bennett à Broadway dans A Royal Family (1900)

Comme interprète, sauf mention contraire ou complémentaire
- 1899 : His Excellency the Governor de Robert Marshall, avec Guy Standing
- 1900 : Twelve Months Later, adaptée d'Oskar Blumenthal et Gustav Kadelburg
- 1900-1901 : A Royal Family de Robert Marshall, avec George Irving, Charles Richman
- 1901-1902 : Sweet and Twenty de Basil Hood
- 1902 : His Excellency the Governor sus-visée (reprise)
- 1902-1903 : Imprudence d'H.V. Esmond, avec William Faversham
- 1903 : The Best of Friends de Cecil Raleigh, avec Lionel Barrymore, Tully Marshall
- 1903-1904 : The Other Girl d'Augustus Thomas, avec Lionel Barrymore
- 1905 : Homme et surhomme (Man and Superman) de George Bernard Shaw
- 1905-1906 : The Lion and the Mouse de Charles Klein
- 1906-1907 : The Hypocrites d'Henry Arthur Jones
- 1908 : Twelve Days in the Shade, adaptation de Paul M. Potter d'après Maurice Hennequin et Pierre Veber
- 1908 : Diana of Dobson de Cicely Hamilton
- 1908-1909 : What Every Woman Knows de J. M. Barrie, avec Lumsden Hare
- 1910 : The Brass Bottle de F. Anstey, mise en scène de Gustav von Seyffertitz
- 1911 : The Deep Purple de Paul Armstrong et Wilson Mizner
- 1911 : Passers-by de C. Haddon Chambers
- 1912-1913 : Stop Thief de Carlyle Moore
- 1913 : Les Avariés (Damaged Goods) (+ coproducteur) d'Eugène Brieux, adaptée par James Warbasse (+ adaptation au cinéma en 1914 — voir filmographie ci-dessus —)
- 1915 : Maternité (Maternity) (+ adaptation) d'Eugène Brieux
- 1916 : Rio Grande d'Augustus Thomas, avec Frank Campeau, Theodore von Eltz
- 1917 : The Morris Dance d'Harley Granville-Barker, d'après le roman Un mort encombrant (The Wrong Box) de Robert Louis Stevenson, avec Ferdinand Gottschalk, Elisabeth Risdon
- 1917 : Bosom Friends de Frank Mandel
- 1917 : The Very Idea de William LeBaron, avec Ernest Truex
- 1918-1919 : The Unknown Purple de Roland West et Carlyle Moore

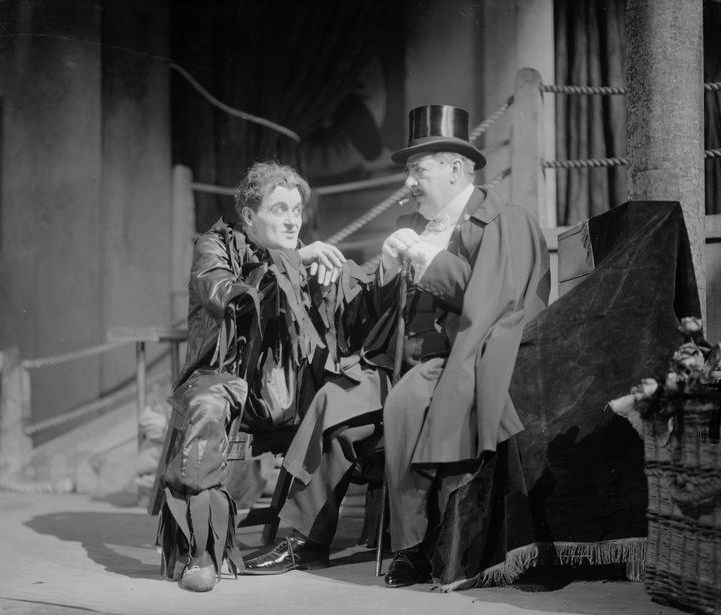
Richard Bennett (à gauche) et Louis Calvert, dans HE who gets slapped, à Broadway en 1922.

- 1919 : A Good Bad Woman (metteur en scène uniquement) de William Anthony McGuire
- 1919-1920 : For the Defense d'Elmer Rice, avec Louise Closser Hale
- 1920 : Beyond the Horizon d'Eugene O'Neill, avec Louise Closser Hale
- 1921 : The Hero de Gilbert Emery, avec Blanche Friderici
- 1922 : HE who gets slapped de Leonid Andreïev, adaptée par Gregory Zilboorg, avec Ernest Cossart, Margalo Gillmore, Edgar Stehli, Henry Travers, Helen Westley (adaptée au cinéma en 1924)
- 1923-1924 : The Dancers de Gerald du Maurier, avec Barbara Bennett
- 1924-1925 : They knew what they wanted de Sidney Howard (adaptée au cinéma en 1940)
- 1926-1927 : Oh, Please, adaptée de Maurice Hennequin et Pierre Veber, avec Helen Broderick, Charles Winninger
- 1928-1929 : Jarnegan (+ metteur en scène) de Charles Beahan et Garrett Fort, avec Joan Bennett, Henry O'Neill, Lionel Stander
- 1930 : Solid South de Lawton Campbell, mise en scène par Rouben Mamoulian, avec Bette Davis, Jessie Royce Landis
- 1935-1936 : Winterset de Maxwell Anderson, avec Abner Biberman, Eduardo Ciannelli, Margo, Burgess Meredith